# Liste der Nummer-eins-Hits in Tschechien (2020)
Dies ist eine Liste der Nummer-eins-Hits in Tschechien im Jahr 2020. Sie basiert auf den Auswertungen der IFPI ČR, der nationalen Vertretung der tschechischen Musikindustrie. Grundlage sind die Albums Top 100 (Verkaufscharts) für Alben. Für Singles werden zwei Charts erstellt; die Radio Top 100 Oficiální, welche auf Airplay, sowie die Singles Digital Top 100, welche auf Downloadverkäufen basieren.

## Singles
| ← 2019 ← | Liste der Nummer-eins-Hits in Tschechien (Radio Top 100) | Liste der Nummer-eins-Hits in Tschechien (Radio Top 100) | Liste der Nummer-eins-Hits in Tschechien (Radio Top 100) | 2021 →                    |
| \| Zeitraum \| Wo. ges. \| Interpret \| Titel Autor(en) \| Zusätzliche Informationen \| \| (Zeitraum, Wochen auf Platz eins, Interpret, Titel, Autor[en], zusätzliche Informationen) \| \| \| \| \| \| ----------------------------------------------------------------------------------------- \| -------- \| ----------------------------- \| --------------------------------------------------------------------------------------------------------------------------------------------------------------------------------------- \| ------------------------- \| \| 51. Woche 2019 – 1. Woche 2020 3 Wochen (insgesamt 5) \| 5 \| Tones and I \| Dance Monkey Toni Watson \| – \| \| 2. Woche 1 Woche \| 1 \| Jonas Brothers \| Only Human Joseph Jonas, Nicholas Jerry Jonas, Paul Kevin Jonas II, Karl Johan Schuster \| – \| \| 3.–4. Woche 2 Wochen (insgesamt 5) \| 5 \| Regard \| Ride It Quentin Michel Volant, Alan Sampson, Jay Sean \| – \| \| 5. Woche 1 Woche (insgesamt 3) \| 3 \| Kryštof feat. Sima Martausová \| Hvězdáři \| – \| \| 6.–7. Woche 2 Wochen (insgesamt 5) \| 5 \| Regard \| Ride It Quentin Michel Volant, Alan Sampson, Jay Sean \| – \| \| 8. Woche 1 Woche (insgesamt 3) \| 3 \| Kryštof feat. Sima Martausová \| Hvězdáři \| – \| \| 9. Woche 1 Woche (insgesamt 5) \| 5 \| Regard \| Ride It Quentin Michel Volant, Alan Sampson, Jay Sean \| – \| \| 10. Woche 1 Woche (insgesamt 3) \| 3 \| Kryštof feat. Sima Martausová \| Hvězdáři \| – \| \| 11.–18. Woche 8 Wochen \| 8 \| Lewis Capaldi \| Before You Go Lewis Marc Capaldi, Peter Norman Cullen Kelleher, Benjamin Alexander Kohn, Thomas Andrew Searle Barnes, Philip John Plested \| – \| \| 19.–20. Woche 2 Wochen (insgesamt 10) \| 10 \| The Weeknd \| Blinding Lights Ahmad Balshe, Oscar Thomas Holter, Max Martin, Jason Matthew Quenneville, Abel Tesfaye \| – \| \| 21.–22. Woche 2 Wochen \| 2 \| Kryštof \| Hned teď (pojď být světlometem) \| – \| \| 23.–30. Woche 8 Wochen (insgesamt 10) \| 10 \| The Weeknd \| Blinding Lights Ahmad Balshe, Oscar Thomas Holter, Max Martin, Jason Matthew Quenneville, Abel Tesfaye \| – \| \| 31.–37. Woche 7 Wochen \| 7 \| Ava Max \| Kings & Queens Jakob Isura Erixson, Nadir Khayat, Desmond Child, Brett Leland McLaughlin, Madison Emko Love, Henry Russell Walter, Amanda Koci, Mimoza Blinsson, Hillary Beth Bernstein \| – \| \| 38. Woche 1 Woche (insgesamt 2) \| 2 \| The Weeknd \| In Your Eyes Max Martin, Abel Tesfaye, Ahmad Balshe, Oscar Thomas Holter \| – \| \| 39. Woche 1 Woche \| 1 \| Marshmello & Halsey \| Be Kind \| – \| \| 40.–42. Woche 3 Wochen (insgesamt 4) \| 4 \| Topic feat. A7S \| Breaking Me Molly Irvine, René Müller, Tobias Topic, Alexander Michael Tidebrink Stomberg \| – \| \| 43. Woche 1 Woche (insgesamt 2) \| 2 \| Joel Corry feat. MNEK \| Head & Heart Joe Louis Corry, Neave Applebaum, Lewis Daniel Thompson, Uzoechi Osisioma Emenike, Kashif Siddiqui, Jonathan Courtidis, Daniel Lee Dare, Robert Michael Nelson Harvey \| – \| \| 44. Woche 1 Woche (insgesamt 2) \| 2 \| The Weeknd \| In Your Eyes Max Martin, Abel Tesfaye, Ahmad Balshe, Oscar Thomas Holter \| – \| \| 45. Woche 1 Woche (insgesamt 4) \| 4 \| Topic feat. A7S \| Breaking Me Molly Irvine, René Müller, Tobias Topic, Alexander Michael Tidebrink Stomberg \| – \| \| 46. Woche 1 Woche (insgesamt 2) \| 2 \| Joel Corry feat. MNEK \| Head & Heart Joe Louis Corry, Neave Applebaum, Lewis Daniel Thompson, Uzoechi Osisioma Emenike, Kashif Siddiqui, Jonathan Courtidis, Daniel Lee Dare, Robert Michael Nelson Harvey \| – \| \| 47.–50. Woche 4 Wochen (insgesamt 17) \| 17 \| Mirai \| I přes to všechno \| – \| \| 51. Woche 1 Woche \| 1 \| Kryštof feat. Karel Gott \| Vánoční \| – \| \| 52. Woche 2020 – 9. Woche 2021 11 Wochen (insgesamt 17) \| 17 \| Mirai \| I přes to všechno \| – \| |                                                          |                                                          | |                           |
| ← 2019 |                                                          |                                                          | | → 2021 →                  |
| Zeitraum | Wo. ges.                                                 | Interpret                                                | Titel Autor(en) | Zusätzliche Informationen |
| (Zeitraum, Wochen auf Platz eins, Interpret, Titel, Autor[en], zusätzliche Informationen) |                                                          |                                                          | |                           |
| 51. Woche 2019 – 1. Woche 2020 3 Wochen (insgesamt 5) | 5                                                        | Tones and I                                              | Dance Monkey Toni Watson | –                         |
| 2. Woche 1 Woche | 1                                                        | Jonas Brothers                                           | Only Human Joseph Jonas, Nicholas Jerry Jonas, Paul Kevin Jonas II, Karl Johan Schuster                                                                                                 | –                         |
| 3.–4. Woche 2 Wochen (insgesamt 5) | 5                                                        | Regard                                                   | Ride It Quentin Michel Volant, Alan Sampson, Jay Sean | –                         |
| 5. Woche 1 Woche (insgesamt 3) | 3                                                        | Kryštof feat. Sima Martausová                            | Hvězdáři | –                         |
| 6.–7. Woche 2 Wochen (insgesamt 5) | 5                                                        | Regard                                                   | Ride It Quentin Michel Volant, Alan Sampson, Jay Sean | –                         |
| 8. Woche 1 Woche (insgesamt 3) | 3                                                        | Kryštof feat. Sima Martausová                            | Hvězdáři | –                         |
| 9. Woche 1 Woche (insgesamt 5) | 5                                                        | Regard                                                   | Ride It Quentin Michel Volant, Alan Sampson, Jay Sean | –                         |
| 10. Woche 1 Woche (insgesamt 3) | 3                                                        | Kryštof feat. Sima Martausová                            | Hvězdáři | –                         |
| 11.–18. Woche 8 Wochen | 8                                                        | Lewis Capaldi                                            | Before You Go Lewis Marc Capaldi, Peter Norman Cullen Kelleher, Benjamin Alexander Kohn, Thomas Andrew Searle Barnes, Philip John Plested                                               | –                         |
| 19.–20. Woche 2 Wochen (insgesamt 10) | 10                                                       | The Weeknd                                               | Blinding Lights Ahmad Balshe, Oscar Thomas Holter, Max Martin, Jason Matthew Quenneville, Abel Tesfaye                                                                                  | –                         |
| 21.–22. Woche 2 Wochen | 2                                                        | Kryštof                                                  | Hned teď (pojď být světlometem) | –                         |
| 23.–30. Woche 8 Wochen (insgesamt 10) | 10                                                       | The Weeknd                                               | Blinding Lights Ahmad Balshe, Oscar Thomas Holter, Max Martin, Jason Matthew Quenneville, Abel Tesfaye                                                                                  | –                         |
| 31.–37. Woche 7 Wochen | 7                                                        | Ava Max                                                  | Kings & Queens Jakob Isura Erixson, Nadir Khayat, Desmond Child, Brett Leland McLaughlin, Madison Emko Love, Henry Russell Walter, Amanda Koci, Mimoza Blinsson, Hillary Beth Bernstein | –                         |
| 38. Woche 1 Woche (insgesamt 2) | 2                                                        | The Weeknd                                               | In Your Eyes Max Martin, Abel Tesfaye, Ahmad Balshe, Oscar Thomas Holter | –                         |
| 39. Woche 1 Woche | 1                                                        | Marshmello & Halsey                                      | Be Kind | –                         |
| 40.–42. Woche 3 Wochen (insgesamt 4) | 4                                                        | Topic feat. A7S                                          | Breaking Me Molly Irvine, René Müller, Tobias Topic, Alexander Michael Tidebrink Stomberg                                                                                               | –                         |
| 43. Woche 1 Woche (insgesamt 2) | 2                                                        | Joel Corry feat. MNEK                                    | Head & Heart Joe Louis Corry, Neave Applebaum, Lewis Daniel Thompson, Uzoechi Osisioma Emenike, Kashif Siddiqui, Jonathan Courtidis, Daniel Lee Dare, Robert Michael Nelson Harvey      | –                         |
| 44. Woche 1 Woche (insgesamt 2) | 2                                                        | The Weeknd                                               | In Your Eyes Max Martin, Abel Tesfaye, Ahmad Balshe, Oscar Thomas Holter | –                         |
| 45. Woche 1 Woche (insgesamt 4) | 4                                                        | Topic feat. A7S                                          | Breaking Me Molly Irvine, René Müller, Tobias Topic, Alexander Michael Tidebrink Stomberg                                                                                               | –                         |
| 46. Woche 1 Woche (insgesamt 2) | 2                                                        | Joel Corry feat. MNEK                                    | Head & Heart Joe Louis Corry, Neave Applebaum, Lewis Daniel Thompson, Uzoechi Osisioma Emenike, Kashif Siddiqui, Jonathan Courtidis, Daniel Lee Dare, Robert Michael Nelson Harvey      | –                         |
| 47.–50. Woche 4 Wochen (insgesamt 17) | 17                                                       | Mirai                                                    | I přes to všechno | –                         |
| 51. Woche 1 Woche | 1                                                        | Kryštof feat. Karel Gott                                 | Vánoční | –                         |
| 52. Woche 2020 – 9. Woche 2021 11 Wochen (insgesamt 17) | 17                                                       | Mirai                                                    | I přes to všechno | –                         |

| ← 2019 ← | Liste der Nummer-eins-Hits in Tschechien (Singles Digital 100) | Liste der Nummer-eins-Hits in Tschechien (Singles Digital 100) | Liste der Nummer-eins-Hits in Tschechien (Singles Digital 100)                                         | 2021 →                    |
| \| Zeitraum \| Wo. ges. \| Interpret \| Titel Autor(en) \| Zusätzliche Informationen \| \| (Zeitraum, Wochen auf Platz eins, Interpret, Titel, Autor[en], zusätzliche Informationen) \| \| \| \| \| \| ----------------------------------------------------------------------------------------- \| -------- \| ---------------------------------- \| ------------------------------------------------------------------------------------------------------ \| ------------------------- \| \| 43. Woche 2019 – 7. Woche 2020 17 Wochen (insgesamt 19) \| 19 \| Tones and I \| Dance Monkey Toni Watson \| – \| \| 8. Woche 1 Woche \| 1 \| Billie Eilish \| No Time to Die Finneas Baird O’Connell, Billie Eilish O’Connell \| – \| \| 9. Woche 1 Woche (insgesamt 19) \| 19 \| Tones and I \| Dance Monkey Toni Watson \| – \| \| 10.–13. Woche 4 Wochen (insgesamt 17) \| 17 \| The Weeknd \| Blinding Lights Ahmad Balshe, Oscar Thomas Holter, Max Martin, Jason Matthew Quenneville, Abel Tesfaye \| – \| \| 14.–17. Woche 4 Wochen (insgesamt 5) \| 5 \| Saint Jhn \| Roses Steven Gregory Drozd, Michael Lee Ivins, Wayne Michael Coyne, Carlos St. John \| – \| \| 18. Woche 1 Woche \| 1 \| Nik Tendo \| Není limit \| – \| \| 19. Woche 1 Woche (insgesamt 5) \| 5 \| Saint Jhn \| Roses Steven Gregory Drozd, Michael Lee Ivins, Wayne Michael Coyne, Carlos St. John \| – \| \| 20. Woche 1 Woche \| 1 \| 6ix9ine \| Gooba Daniel Hernandez, Jahnei Julian Clarke, Andrew Green, Harald Hjermann Sorebo \| – \| \| 21.–33. Woche 13 Wochen (insgesamt 17) \| 17 \| The Weeknd \| Blinding Lights Ahmad Balshe, Oscar Thomas Holter, Max Martin, Jason Matthew Quenneville, Abel Tesfaye \| – \| \| 34.–37. Woche 4 Wochen \| 4 \| Yzomandias feat. Nik Tendo \| Rolls \| – \| \| 38. Woche 1 Woche (insgesamt 5) \| 5 \| 24kGoldn feat. Iann Dior \| Mood Keegan C. Bach, Omer Fedi, Golden Landis von Jones, Michael Olmo, Blake Slatkin \| – \| \| 39. Woche 1 Woche \| 1 \| Nik Tendo feat. Koky \| 365247 \| – \| \| 40.–42. Woche 3 Wochen (insgesamt 5) \| 5 \| 24kGoldn feat. Iann Dior \| Mood Keegan C. Bach, Omer Fedi, Golden Landis von Jones, Michael Olmo, Blake Slatkin \| – \| \| 43. Woche 1 Woche \| 1 \| Viktor Sheen \| Alucard \| – \| \| 44.–45. Woche 2 Wochen \| 2 \| Viktor Sheen \| Plastic \| – \| \| 46. Woche 1 Woche (insgesamt 5) \| 5 \| 24kGoldn feat. Iann Dior \| Mood Keegan C. Bach, Omer Fedi, Golden Landis von Jones, Michael Olmo, Blake Slatkin \| – \| \| 47.–48. Woche 2 Wochen \| 2 \| Yzomandias \| Designer Flow \| – \| \| 49. Woche 1 Woche \| 1 \| Yzomandias feat. Nik Tendo & Smack \| Amnezia \| – \| \| 50.–53. Woche 4 Wochen (insgesamt 17) \| 17 \| Mariah Carey \| All I Want for Christmas Is You Walter N. Afanasieff, Mariah Carey \| – \| |                                                                |                                                                | |                           |
| ← 2019 |                                                                |                                                                | | → 2021 →                  |
| Zeitraum | Wo. ges.                                                       | Interpret                                                      | Titel Autor(en)                                                                                        | Zusätzliche Informationen |
| (Zeitraum, Wochen auf Platz eins, Interpret, Titel, Autor[en], zusätzliche Informationen) |                                                                |                                                                | |                           |
| 43. Woche 2019 – 7. Woche 2020 17 Wochen (insgesamt 19) | 19                                                             | Tones and I                                                    | Dance Monkey Toni Watson                                                                               | –                         |
| 8. Woche 1 Woche | 1                                                              | Billie Eilish                                                  | No Time to Die Finneas Baird O’Connell, Billie Eilish O’Connell                                        | –                         |
| 9. Woche 1 Woche (insgesamt 19) | 19                                                             | Tones and I                                                    | Dance Monkey Toni Watson                                                                               | –                         |
| 10.–13. Woche 4 Wochen (insgesamt 17) | 17                                                             | The Weeknd                                                     | Blinding Lights Ahmad Balshe, Oscar Thomas Holter, Max Martin, Jason Matthew Quenneville, Abel Tesfaye | –                         |
| 14.–17. Woche 4 Wochen (insgesamt 5) | 5                                                              | Saint Jhn                                                      | Roses Steven Gregory Drozd, Michael Lee Ivins, Wayne Michael Coyne, Carlos St. John                    | –                         |
| 18. Woche 1 Woche | 1                                                              | Nik Tendo                                                      | Není limit                                                                                             | –                         |
| 19. Woche 1 Woche (insgesamt 5) | 5                                                              | Saint Jhn                                                      | Roses Steven Gregory Drozd, Michael Lee Ivins, Wayne Michael Coyne, Carlos St. John                    | –                         |
| 20. Woche 1 Woche | 1                                                              | 6ix9ine                                                        | Gooba Daniel Hernandez, Jahnei Julian Clarke, Andrew Green, Harald Hjermann Sorebo                     | –                         |
| 21.–33. Woche 13 Wochen (insgesamt 17) | 17                                                             | The Weeknd                                                     | Blinding Lights Ahmad Balshe, Oscar Thomas Holter, Max Martin, Jason Matthew Quenneville, Abel Tesfaye | –                         |
| 34.–37. Woche 4 Wochen | 4                                                              | Yzomandias feat. Nik Tendo                                     | Rolls                                                                                                  | –                         |
| 38. Woche 1 Woche (insgesamt 5) | 5                                                              | 24kGoldn feat. Iann Dior                                       | Mood Keegan C. Bach, Omer Fedi, Golden Landis von Jones, Michael Olmo, Blake Slatkin                   | –                         |
| 39. Woche 1 Woche | 1                                                              | Nik Tendo feat. Koky                                           | 365247                                                                                                 | –                         |
| 40.–42. Woche 3 Wochen (insgesamt 5) | 5                                                              | 24kGoldn feat. Iann Dior                                       | Mood Keegan C. Bach, Omer Fedi, Golden Landis von Jones, Michael Olmo, Blake Slatkin                   | –                         |
| 43. Woche 1 Woche | 1                                                              | Viktor Sheen                                                   | Alucard                                                                                                | –                         |
| 44.–45. Woche 2 Wochen | 2                                                              | Viktor Sheen                                                   | Plastic                                                                                                | –                         |
| 46. Woche 1 Woche (insgesamt 5) | 5                                                              | 24kGoldn feat. Iann Dior                                       | Mood Keegan C. Bach, Omer Fedi, Golden Landis von Jones, Michael Olmo, Blake Slatkin                   | –                         |
| 47.–48. Woche 2 Wochen | 2                                                              | Yzomandias                                                     | Designer Flow                                                                                          | –                         |
| 49. Woche 1 Woche | 1                                                              | Yzomandias feat. Nik Tendo & Smack                             | Amnezia                                                                                                | –                         |
| 50.–53. Woche 4 Wochen (insgesamt 17) | 17                                                             | Mariah Carey                                                   | All I Want for Christmas Is You Walter N. Afanasieff, Mariah Carey                                     | –                         |

## Alben
| ← 2019 ← | Liste der Nummer-eins-Hits in Tschechien | Liste der Nummer-eins-Hits in Tschechien | Liste der Nummer-eins-Hits in Tschechien | 2021 →                                                                 |
| \| Zeitraum \| Wo. ges. \| Interpret \| Titel \| Zusätzliche Informationen \| \| (Zeitraum, Wochen auf Platz eins, Interpret, Titel, zusätzliche Informationen) \| \| \| \| \| \| ------------------------------------------------------------------------------ \| -------- \| ---------------- \| ----------------------------- \| ---------------------------------------------------------------------- \| \| 46. Woche 2019 – 1. Woche 2020 8 Wochen (insgesamt 13) \| 13 \| Karel Gott \| 80/80 největší hity 1964-2019 \| – \| \| 2.–3. Woche 2 Wochen (insgesamt 22) \| 22 \| Viktor Sheen \| Černobílej svět \| – \| \| 4.–5. Woche 2 Wochen \| 2 \| Eminem \| Music to Be Murdered By \| – \| \| 6.–7. Woche 2 Wochen (insgesamt 22) \| 22 \| Viktor Sheen \| Černobílej svět \| – \| \| 8. Woche 1 Woche \| 1 \| Justin Bieber \| Changes \| – \| \| 9. Woche 1 Woche \| 1 \| Ozzy Osbourne \| Ordinary Man \| – \| \| 10.–11. Woche 2 Wochen (insgesamt 22) \| 22 \| Viktor Sheen \| Černobílej svět \| – \| \| 12. Woche 1 Woche \| 1 \| Karlo \| 999 \| – \| \| 13. Woche 1 Woche \| 1 \| The Weeknd \| After Hours \| – \| \| 14. Woche 1 Woche \| 1 \| Dua Lipa \| Future Nostalgia \| – \| \| 15.–17. Woche 3 Wochen (insgesamt 22) \| 22 \| Viktor Sheen \| Černobílej svět \| – \| \| 18.–20. Woche 3 Wochen \| 3 \| Nik Tendo \| Restart \| – \| \| 21.–22. Woche 2 Wochen \| 2 \| Cashanova Bulhar \| Rap Disco Revoluce \| – \| \| 23. Woche 1 Woche \| 1 \| Lady Gaga \| Chromatica \| – \| \| 24. Woche 1 Woche (insgesamt 22) \| 22 \| Viktor Sheen \| Černobílej svět \| – \| \| 25. Woche 1 Woche \| 1 \| Dorian \| Dori Dori Dori \| – \| \| 26. Woche 1 Woche \| 1 \| Robin Zoot \| Pouzar \| – \| \| 27.–28. Woche 2 Wochen \| 2 \| Ektor \| Original \| – \| \| 29.–30. Woche 2 Wochen \| 2 \| Juice Wrld \| Legends Never Die \| – \| \| 31. Woche 1 Woche \| 1 \| Taylor Swift \| Folklore \| – \| \| 32.–34. Woche 3 Wochen (insgesamt 22) \| 22 \| Viktor Sheen \| Černobílej svět \| – \| \| 35.–37. Woche 3 Wochen \| 3 \| Stein27 \| Teorie pádu \| – \| \| 38. Woche 1 Woche \| 1 \| Sergei Barracuda \| Medusa II \| – \| \| 39. Woche 1 Woche \| 1 \| Nik Tendo \| Lunazar \| – \| \| 40.–42. Woche 3 Wochen \| 3 \| Nik Tendo \| Restart & Lunazar \| – \| \| 43.–45. Woche 3 Wochen (insgesamt 18) \| 18 \| Viktor Sheen \| Barvy \| – \| \| 46. Woche 1 Woche \| 1 \| Škwor \| Tváře smutnejch hrdinů \| – \| \| 47. Woche 1 Woche (insgesamt 2) \| 2 \| Jaromír Nohavica \| Máma mi na krk dala klíč \| – \| \| 48. Woche 1 Woche (insgesamt 18) \| 18 \| Viktor Sheen \| Barvy \| – \| \| 49.–50. Woche 2 Wochen \| 2 \| Yzomandias \| Prozyum \| Der „Director’s Cut“ des Albums kehrte 2021 an die Chartspitze zurück. \| \| 51. Woche 1 Woche (insgesamt 2) \| 2 \| Jaromír Nohavica \| Máma mi na krk dala klíč \| – \| \| 52. Woche 2020 – 6. Woche 2021 8 Wochen (insgesamt 18) \| 18 \| Viktor Sheen \| Barvy \| – \| |                                          |                                          |                                          |                                                                        |
| ← 2019 |                                          |                                          |                                          | → 2021 →                                                               |
| Zeitraum | Wo. ges.                                 | Interpret                                | Titel                                    | Zusätzliche Informationen                                              |
| (Zeitraum, Wochen auf Platz eins, Interpret, Titel, zusätzliche Informationen) |                                          |                                          |                                          |                                                                        |
| 46. Woche 2019 – 1. Woche 2020 8 Wochen (insgesamt 13) | 13                                       | Karel Gott                               | 80/80 největší hity 1964-2019            | –                                                                      |
| 2.–3. Woche 2 Wochen (insgesamt 22) | 22                                       | Viktor Sheen                             | Černobílej svět                          | –                                                                      |
| 4.–5. Woche 2 Wochen | 2                                        | Eminem                                   | Music to Be Murdered By                  | –                                                                      |
| 6.–7. Woche 2 Wochen (insgesamt 22) | 22                                       | Viktor Sheen                             | Černobílej svět                          | –                                                                      |
| 8. Woche 1 Woche | 1                                        | Justin Bieber                            | Changes                                  | –                                                                      |
| 9. Woche 1 Woche | 1                                        | Ozzy Osbourne                            | Ordinary Man                             | –                                                                      |
| 10.–11. Woche 2 Wochen (insgesamt 22) | 22                                       | Viktor Sheen                             | Černobílej svět                          | –                                                                      |
| 12. Woche 1 Woche | 1                                        | Karlo                                    | 999                                      | –                                                                      |
| 13. Woche 1 Woche | 1                                        | The Weeknd                               | After Hours                              | –                                                                      |
| 14. Woche 1 Woche | 1                                        | Dua Lipa                                 | Future Nostalgia                         | –                                                                      |
| 15.–17. Woche 3 Wochen (insgesamt 22) | 22                                       | Viktor Sheen                             | Černobílej svět                          | –                                                                      |
| 18.–20. Woche 3 Wochen | 3                                        | Nik Tendo                                | Restart                                  | –                                                                      |
| 21.–22. Woche 2 Wochen | 2                                        | Cashanova Bulhar                         | Rap Disco Revoluce                       | –                                                                      |
| 23. Woche 1 Woche | 1                                        | Lady Gaga                                | Chromatica                               | –                                                                      |
| 24. Woche 1 Woche (insgesamt 22) | 22                                       | Viktor Sheen                             | Černobílej svět                          | –                                                                      |
| 25. Woche 1 Woche | 1                                        | Dorian                                   | Dori Dori Dori                           | –                                                                      |
| 26. Woche 1 Woche | 1                                        | Robin Zoot                               | Pouzar                                   | –                                                                      |
| 27.–28. Woche 2 Wochen | 2                                        | Ektor                                    | Original                                 | –                                                                      |
| 29.–30. Woche 2 Wochen | 2                                        | Juice Wrld                               | Legends Never Die                        | –                                                                      |
| 31. Woche 1 Woche | 1                                        | Taylor Swift                             | Folklore                                 | –                                                                      |
| 32.–34. Woche 3 Wochen (insgesamt 22) | 22                                       | Viktor Sheen                             | Černobílej svět                          | –                                                                      |
| 35.–37. Woche 3 Wochen | 3                                        | Stein27                                  | Teorie pádu                              | –                                                                      |
| 38. Woche 1 Woche | 1                                        | Sergei Barracuda                         | Medusa II                                | –                                                                      |
| 39. Woche 1 Woche | 1                                        | Nik Tendo                                | Lunazar                                  | –                                                                      |
| 40.–42. Woche 3 Wochen | 3                                        | Nik Tendo                                | Restart & Lunazar                        | –                                                                      |
| 43.–45. Woche 3 Wochen (insgesamt 18) | 18                                       | Viktor Sheen                             | Barvy                                    | –                                                                      |
| 46. Woche 1 Woche | 1                                        | Škwor                                    | Tváře smutnejch hrdinů                   | –                                                                      |
| 47. Woche 1 Woche (insgesamt 2) | 2                                        | Jaromír Nohavica                         | Máma mi na krk dala klíč                 | –                                                                      |
| 48. Woche 1 Woche (insgesamt 18) | 18                                       | Viktor Sheen                             | Barvy                                    | –                                                                      |
| 49.–50. Woche 2 Wochen | 2                                        | Yzomandias                               | Prozyum                                  | Der „Director’s Cut“ des Albums kehrte 2021 an die Chartspitze zurück. |
| 51. Woche 1 Woche (insgesamt 2) | 2                                        | Jaromír Nohavica                         | Máma mi na krk dala klíč                 | –                                                                      |
| 52. Woche 2020 – 6. Woche 2021 8 Wochen (insgesamt 18) | 18                                       | Viktor Sheen                             | Barvy                                    | –                                                                      |